# World Music Charts Europe
Die World Music Charts Europe sind eine monatlich erstellte Liste der 20 am häufigsten in Europa gespielten internationalen Musiktitel aus dem Bereich Weltmusik. Als Quelle dienen dabei Chart-Listen von Radiojournalisten aus 25 Ländern Europas. Die gleichnamige Non-Profit-Organisation hinter den WMCE hat ihren Sitz in Berlin. Die laufenden Kosten werden von verschiedenen Sponsoren getragen, so im Jahr 2009 vom WDR Funkhaus Europa.
Die ersten Charts von 1991 wurden nur von 11 Ländern unter Mitarbeit der Europäischen Rundfunkunion zusammengestellt. Inzwischen (2010) sind 25 Länder beteiligt. Jedes Land kann dabei bis zu drei Chart-Listen einreichen, die aber von verschiedenen Sendern stammen müssen. Die 10 Titel der Liste werden dann ausgewertet und veröffentlicht. 
Zwischen 2006 und 2012 vergab die World Music Charts Europe gemeinsam mit der WOMEX jährlich einen Preis für das erfolgreichste Weltmusik-Label.
Der Generalsekretär der World Music Charts ist derzeit Johannes Theurer. Der Betrieb erfolgt durch die Firma Gift Music GmbH .